# Hauke Egermann
Hauke Egermann (* 1981 in Brake (Unterweser)) ist ein deutscher Musikwissenschaftler und Universitätsprofessor für Systematische Musikwissenschaft an der Universität zu Köln. Sein Forschungsbereich befindet sich größtenteils in der Musikpsychologie. Seine Forschungsschwerpunkte sind Musik und Emotion, empirische Musikästhetik, interkulturelle Musikkognition, Musikmedien und Technologie sowie Konzert- und Publikumsforschung.

## Frühes Leben
Egermann besuchte das Landesgymnasium für Musik Wernigerode und machte im Jahr 2000 sein Abitur in den Fächern Musik und Mathematik.

## Akademischer Werdegang
Von 2001 bis 2006 studierte Egermann Systematische Musikwissenschaft, Medien- und Kommunikationswissenschaft an der Hochschule für Musik und Theater Hannover. Von 2003 bis 2009 arbeitete und forschte er am Institut für Musikphysiologie und Musikermedizin. Er schloss das Studium 2006 mit einer Magisterarbeit zum Thema „Emotional Experiences During Music Listening: An Online Study of Continuous Emotion Measurement Using the Internet“ ab. Anschließend begann er ein Promotionsstudium am Zentrum für Systemische Neurowissenschaften in Hannover und beendete dies 2009 mit einer Dissertation zum Thema „Investigating Social Effects on Emotional Experience in Music Listening Using Physiological and Web-based Psychological Methods“. Als nächsten Karriereschritt wechselte Egermann an die McGill University in Montreal, Kanada, wo er als Postdoktorand am Centre for Interdisciplinary Research in Music Media and Technology arbeitete. Von 2011 bis 2015 arbeitete er an der Technischen Universität Berlin (TU Berlin) in der Audio Communication Group, 2015 war er als Gastwissenschaftler am Center for Digital Music der Queen Mary University of London tätig. 2016 habilitierte sich Egermann im Fach Musikwissenschaft an der TU Berlin. Im selben Jahr wurde er als Assistant Professor an das Department of Music der University of York im Vereinigten Königreich berufen, wo er später zum Associate Professor befördert wurde. In York gründete und leitete er die York Music Psychology Group, die bis heute (2025) aktiv ist. Im Jahr 2021 nahm Egermann einen Ruf an die Technische Universität Dortmund an. Im Jahr 2023 wurde er zum Universitätsprofessor an der Universität zu Köln ernannt. Er leitet außerdem das Cologne Systematic Musicology Lab und ist Sprecher der Fachgruppe Systematische Musikwissenschaft in der Gesellschaft für Musikforschung.

## Publikationen (Auswahl)
- Bovermann, T., Campo, A. de, Egermann, H., Hardjowirogo, S.-I., & Weinzierl, S. (Eds.). (2017). Musical Instruments in the 21st Century: Identities, Configurations, Practices. Springer. https://doi.org/10.1007/978-981-10-2951-6
- Egermann, H., Fernando, N., Chuen, L., & McAdams, S. (2015). Music induces universal emotion-related psychophysiological responses: Comparing Canadian listeners to Congolese Pygmies. Frontiers in Psychology, 5. https://doi.org/10.3389/fpsyg.2014.01341
- Egermann, H., & McAdams, S. (2013). Empathy and Emotional Contagion as a Link Between Recognized and Felt Emotions in Music Listening. Music Perception, 31(2), 139–156. https://doi.org/10.1525/mp.2013.31.2.139
- Egermann, H., Pearce, M. T., Wiggins, G. A., & McAdams, S. (2013). Probabilistic models of expectation violation predict psychophysiological emotional responses to live concert music. Cognitive, Affective, & Behavioral Neuroscience, 13(3), 533–553. https://doi.org/10.3758/s13415-013-0161-y
- Egermann, H., Sutherland, M. E., Grewe, O., Nagel, F., Kopiez, R., & Altenmüller, E. (2011). Does music listening in a social context alter experience? A physiological and psychological perspective on emotion. Musicae Scientiae, 15(3), 307–323. https://doi.org/10.1177/1029864911399497
- Lepa, S., Müller-Lindenberg, R., & Egermann, H. (Eds.). (2023). Classical Music and Opera During and after the COVID-19 Pandemic: Empirical Research on the Digital Transformation of Socio-Cultural Institutions and Aesthetic Forms (1st ed). Springer, ISBN 978-3-031-42975-0